# Neoplasia maligna
Le neoplasie maligne, o tumori maligni, chiamate generalmente cancro, sono rappresentate da masse cellulari (costituite non solo da cellule "neoplastiche" ma anche da componente connettivale in genere) con determinate caratteristiche, elencate di seguito. 
La differenza su cui si basa la distinzione tra un tumore maligno e tumore benigno è che il primo è in grado di invadere i tessuti circostanti e potenzialmente di metastatizzare, mentre invece il tumore benigno per definizione non invade. Chiaramente ci sono altre differenze ma di tipo correlativo come, ad esempio, il fatto che i tumori maligni in genere presentino un grado di displasia maggiore e proliferino più velocemente.
Sono noti centinaia di tipi di cancro che colpiscono gli esseri umani. Nei paesi sviluppati il cancro è una delle prime cause di morte.
Coloro che sopravvivono al cancro sono a maggior rischio di sviluppare un secondo tumore primario per circa il doppio rispetto a coloro a cui non è mai stato diagnosticato. L'aumento del rischio si ritiene sia dovuto principalmente ai fattori di rischio che hanno prodotto il primo tumore, in parte a causa del trattamento per il primo cancro e anche per via di una maggiore osservanza di screening.

## Caratteristiche
Tutte le cellule cancerose mostrano i sei segni distintivi del cancro (attualmente lo stesso Weinberg ne ha aggiunte altre 4), cioè caratteristiche che contraddistinguono le cellule cancerose rispetto alle cellule sane:
- Le cellule cancerose non richiedono stimolazione esterna per la propria proliferazione cellulare
- Non sono sensibili a segnali inibitori che in condizioni normali limiterebbero la loro crescita
- Sono resistenti a morte cellulare programmata (apoptosi)
- Possono dividersi indefinitamente
- Stimolano la crescita di vasi sanguigni per apportare nutrienti
- Invadono i tessuti circostanti e si diffondono in siti lontani

Secondo il modello classico la progressione da cellula normale a cellula che può formare una massa rilevabile, fino al cancro vero e proprio, coinvolge più fasi, note come progressione maligna o cancerogenesi; attualmente è generalmente accettato che ci sono dei casi molto rari in cui la cancerogenesi è estremamente rapida .

## Storia ed epidemiologia
Il cancro è esistito in tutta la storia umana. La prima testimonianza scritta che riguarda il cancro è datata intorno al 3000 a.C. e si trova sul più antico trattato di medicina giunto fino a noi, il papiro Edwin Smith, che descrive il cancro della mammella.
La parola deriva dal greco antico καρκίνος (karkinos), che significa granchio. I medici greci Ippocrate e Galeno, avevano osservato che i tumori in stadio avanzato formano proiezioni spesso necrotiche all'interno del tessuto sano che danno un'immagine simile alle chele di un granchio: «le vene tese su tutti i lati, come un granchio ha le sue zampe».
Celso (I secolo) tradusse carcinos nel nome latino cancer, che significa granchio e raccomandò la chirurgia come trattamento. Galeno (II secolo), in disaccordo con l'uso della chirurgia, consigliò, invece, la somministrazione di purganti.
Queste raccomandazioni rimasero, in gran parte valide nella medicina antica, per un millennio.
Nei secoli XV, XVI e XVII secolo, diventò più accettabile per i medici sezionare i corpi al fine di scoprire la causa della morte. Il professore tedesco Wilhelm Fabry ritenne che il cancro al seno fosse causato da un coagulo di latte in un dotto galattoforo. Il professore olandese Franciscus Sylvius, un seguace di Cartesio, credeva che tutte le malattie fossero il risultato di processi chimici e che il fluido linfatico acido fosse la causa del cancro. Il suo contemporaneo Nicolaes Tulp riteneva, invece, che fosse un veleno che si diffonde lentamente, concludendo che fosse contagioso.
Il medico John Hill, nel 1761, associò l'aspirazione del tabacco come causa di cancro al naso. Ciò è stato seguito dalla relazione del 1775 del chirurgo Percivall Pott che rilevava che il cancro dello scroto fosse una malattia comune tra gli spazzacamini.
Con la diffusione dell'utilizzo del microscopio, avvenuta nel XVIII secolo, è stato scoperto che il "veleno cancro" si diffonde dal tumore primario attraverso i linfonodi ad altri siti (le metastasi). Questa caratteristica della malattia è stata determinata, tra il 1871 e il 1874, dal chirurgo inglese Campbell De Morgan.
Nel 2007, i costi complessivi relativi alla cura del cancro negli Stati Uniti, tra cui il trattamento e la mortalità delle spese indirette (come ad esempio la perdita di produttività sul posto di lavoro), sono stati stimati in 226,8 miliardi di dollari. Nel 2009, il 32% degli ispanici e il 10% dei minori di 17 anni o più giovani mancava di assicurazione sanitaria; "i pazienti non assicurati e quelli appartenenti a minoranze etniche hanno notevolmente più probabilità di ricevere una diagnosi tardiva di cancro, quando il trattamento può essere più difficoltoso e più costoso".
I tassi di tumori maligni infantili sono aumentati dello 0,6% all'anno, tra il 1975 e il 2002 negli Stati Uniti, e del 1,1% l'anno tra il 1978 e il 1997 in Europa.

## Trattamento

### Cure palliative

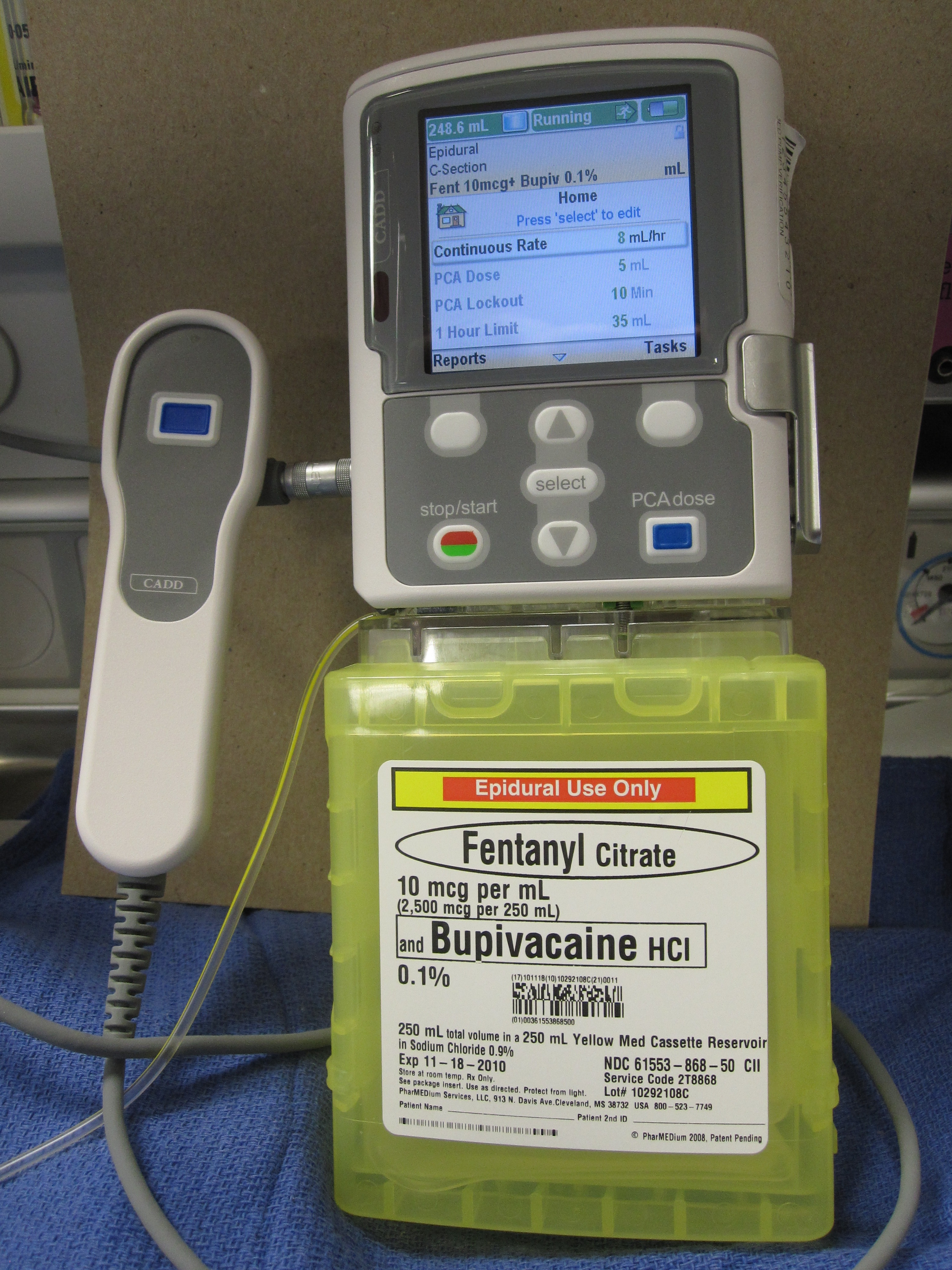
Pompa PCA ad infusione per analgesia controllata dal paziente, configurata per la somministrazione epidurale di bupivacaina e fentanyl.

Le cure palliative sono un approccio alla gestione dei sintomi che mira a ridurre il disagio fisico, emotivo, spirituale e psicosociale delle persone affette da una neoplasia grave, generalmente a carattere maligno. A differenza di un trattamento che ha lo scopo di uccidere direttamente le cellule cancerose, l'obiettivo principale delle cure palliative è quello di far sentire meglio la persona.
Le cure palliative sono spesso confuse con gli hospice e quindi collegate al momento in cui per il paziente si avvicina la fine della vita. Come gli hospice, le cure palliative cercano di aiutare l'ammalato a far fronte alle esigenze immediate e ad aumentare il suo comfort. Tuttavia, a differenza degli hospice, le cure palliative non richiedono alle persone di interrompere il trattamento volto a prolungare la loro vita o per la cura del cancro.
Diverse linee guida mediche raccomandano l'adesione alle cure palliative per le persone in cui il cancro ha prodotto gravi sintomi (dolore, dispnea, affaticamento, nausea) o che hanno bisogno di aiuto per affrontare la loro malattia. Nelle persone che presentano una malattia metastatica al momento della prima diagnosi, gli oncologi dovrebbero prendere in considerazione immediatamente una cura palliativa. Inoltre, essa dovrebbe essere valutata in tutti i pazienti con una prognosi inferiore ai 12 mesi, anche con la continuazione del trattamento aggressivo.
L'uso supervisionato di psilocibina nel trattamento dell'ansia e della depressione in pazienti con cancro potenzialmente letale è stato studiato e ha mostrato riduzione dei sintomi.

## Prognosi
Coloro che sopravvivono al cancro sono a maggior rischio di sviluppare un secondo tumore primario per circa il doppio rispetto a coloro a cui non è mai stato diagnosticato. L'aumento del rischio si ritiene sia dovuto principalmente ai fattori di rischio che hanno prodotto il primo tumore, in parte a causa del trattamento per il primo cancro e anche per via di una maggiore osservanza di screening.

## Risvolti psicologici
Anche se molte malattie, come l'insufficienza cardiaca, possono avere una prognosi peggiore rispetto alla maggior parte dei casi neoplastici, il cancro è un argomento che suscita paura e spesso è considerato tabù. L'eufemismo, "dopo una lunga malattia", è ancora di uso comune ad indicare un decesso dovuto ad un cancro, ciò riflette una stigma evidente. La profonda convinzione che il cancro sia esclusivamente una malattia fortemente debilitante e solitamente mortale, si riflette nei sistemi scelti per redigere le statistiche: infatti, le forme comuni di cancro alla pelle non melanoma, che rappresentano circa un terzo di tutti i casi di cancro registrati in tutto il mondo ma che contano pochi decessi, sono escluse dalle statistiche, poiché sono facilmente curabili e vengono spesso trattati in un'unica e breve procedura ambulatoriale.
Il cancro è considerato come una malattia che deve essere "combattuta" e spesso si sente parlare di "guerra al cancro". Queste metafore militari sono particolarmente comuni e sottolineano sia lo stato precario della salute della persona interessata sia la necessità per l'individuo di adottare azioni immediate e decisive per se stesso, piuttosto che di ritardare o ignorare la malattia. Queste metafore tendono anche a razionalizzare gli eventuali trattamenti radicali e distruttivi.
Nel 1970, un trattamento relativamente popolare e alternativo del cancro, consisteva, in una terapia della parola specializzata, basato sull'idea che il cancro fosse causato da un cattivo atteggiamento. Le persone con una "personalità del cancro", risultavano depresse, avevano disgusto di sé e paura ad esprimere le proprie emozioni. Si credeva che il cancro fosse una manifestazione del desiderio inconscio. Alcuni psicoterapeuti ritenevano che il trattamento per cambiare la visione del paziente sulla vita avrebbe avuto effetto curativo sul cancro. Ciò portava a riversare sulla vittima la colpa di essere la causa del proprio male o di averne impedito la cura. Inoltre, ciò aumentava l'ansia dei pazienti, in quanto erroneamente ritenevano che le emozioni naturali di tristezza, rabbia o paura potessero accorciare la loro vita. La teoria è stata condannata da Susan Sontag, nel suo libro Malattia come metafora. Aids e cancro. Anche se questa teoria è ormai generalmente considerata come una sciocchezza, l'idea persiste, almeno in parte, in forma ridotta con una diffusa, ma errata, convinzione che mantenere deliberatamente un pensiero positivo, possa aumentare la sopravvivenza. Questo concetto è particolarmente rilevante nella cultura correlata al cancro al seno.